# ピエール・ムニエ
ピエール・ムニエ（Pierre Meunier, 1908年8月15日 - 1996年4月16日）は、フランスの政治家。

## 生涯
パリ大学法学部卒業。1929年、大蔵省入省。公共財政担当、会計監査官。1936年～38年、空軍大臣ピエール・コットの官房長。
ナチス・ドイツ占領下のパリでレジスタンス活動に従事。ロベール・シャンベロン、アンリ・マネスなどと共にジャン・ムーランに協力し、C･N･R（全国抵抗評議会Conseil national de la Résistance）の事務総長を務めた。この間、エマニュエル・ダスティエにジャン・ムーランの肖像画を描いてみせた。1944年8月18日にC･N･Rの総会の議事録を作製。8月24日にパリ解放を迎える。
第二次世界大戦後、1946年～83年まで国民議会議員（コート＝ドール県選出）、コート＝ドール県県議会議員、アルネ=ル=デュック市長を歴任した。
1964年のジャン・ムーランの葬儀には妻のシモーヌ・ムニエと共に出席する。

## 著書
- 『我が友ジャン・ムーラン　レジスタンスの英雄の生と死』（モーリス・ヴーテ執筆協力、福本秀子訳）、東洋書林発行、1996年